# Криптоюдаизъм
Криптоюдаизмът е тайно поддържане на юдаизма при външно, публично (понякога и демонстративно) изповядване и спазване на религиозните ритуали на друга религиозна вяра – християнство (като чуетас, конверси) и ислям (напр. дьонме).
Практикуващите криптоюдаизъм се наричат крипто-евреи (от гръцкото κρυπτός – скрит/и). Терминът крипто-евреин се използва за означение на низходящи родственици, които поддържат вътрешнообщностно някои еврейски традиции на предците си (в най-ново време недемонстративно), а публично се придържат към други религии, най-често към католицизма.
Най-известният конверс, който тайно продължава да изповядва юдаизма, е Родриго Лопес (португалски евреин и личен лекар на английската кралица Елизабет I), чиито личност и дела послужват на Уилям Шекспир за прототип при изграждане образа на Шейлок във „Венецианския търговец“.